# Сафоновка (Алтайский край)
Сафоновка — посёлок в Зональном районе Алтайского края России. Входит в состав Чемровского сельсовета.

## География
Посёлок находится в восточной части Алтайского края, в пределах Бийско-Чумышской возвышенности, на левом берегу реки Чемровка, на расстоянии примерно 14 километров (по прямой) к юго-юго-востоку (SSE) от села Зональное, административного центра района. Абсолютная высота — 189 метров над уровнем моря.

Климат умеренный, континентальный. Средняя температура января составляет −18,2 °C, июля — +18,9 °C. Годовое количество атмосферных осадков — 518 мм.

## Население
| 1997 | 1998 | 1999 | 2000 | 2001 | 2002 | 2003 |
| ---- | ---- | ---- | ---- | ---- | ---- | ---- |
| 374  | ↗396 | ↗424 | ↘386 | →386 | ↘376 | ↘374 |
| 2004 | 2005 | 2006 | 2007 | 2008 | 2009 | 2010 |
| ↘345 | ↗377 | ↘368 | ↗370 | →370 | ↗381 | ↘379 |
| 2011 | 2012 | 2013 |      |      |      |      |
| ↘378 | ↗389 | ↗403 |      |      |      |      |

Согласно результатам переписи 2002 года, в национальной структуре населения русские составляли 90 %.

## Инфраструктура
В посёлке функционирует фельдшерско-акушерский пункт (филиал КГБУЗ «Зональная центральная районная больница»).

## Улицы
Уличная сеть посёлка состоит из пяти улиц.